# قلعه فتح‌آباد
قلعه فتح‌آباد مربوط به دوره سلجوقیان تا دوره صفوی است و در شهرستان ورامین، روستای فتح‌آباد واقع شده و این اثر در تاریخ ۱۱ شهریور ۱۳۸۲ با شمارهٔ ثبت ۹۸۸۳ به‌عنوان یکی از آثار ملی ایران به ثبت رسیده است.